# سن-فیلیپ-دو-نری، کبک
سَن-فیلیپ-دو-نِری (به فرانسوی: Saint-Philippe-de-Néri) قصبه‌ای در منطقه شهری کاموراسکا ناحیه با-سن-لوران در استان کبک کانادا است. در سرشماری سال ۲۰۱۱ این قصبه ۹۱۴ نفر جمعیت داشته‌است و مساحت آن ۳۳٫۰۸ کیلومتر مربع است.